# Spermophilus citellus
O Spermophulis citellus é uma pequena espécie de esquilo terrestre que se caracteriza por formas arredondadas, grandes olhos protuberantes e cauda curta. Vive em colônias escavando galerias subterrâneas para formar sua toca. Em uma superfície de 300 m², pode haver mais de mil buracos de entrada e de saída. Com suas escavações, esses pequenos mamíferos movimentam a terra da superfície, o que favorece a aeração do solo, beneficiando a vegetação.

## Distribuição
Pode ser encontrado em toda a Europa Oriental do sul da Ucrânia, Áustria, República Checa, Grécia, Roménia, Bulgária e ao norte até a Polônia.